# جاد تايه
جاد عبد الكريم إبراهيم عبد الفتاح تايه (أبو مازن؛ ولد في 12 سبتمبر 1950 – اغتيل في 15 سبتمبر 2006)، سياسي وقائد عسكري ولواء فلسطيني، من مدينة طولكرم الفلسطينية، يعد من قادة حركة فتح ومنظمة التحرير الفلسطينية، ومن القادة العسكريين في جيش التحرير الفلسطيني، وأحد قادة جهاز الأمن الموحد في منظمة التحرير الفلسطينية، ومن قادة جهاز المخابرات العامة الفلسطينية، وهو رئيس الأمن الخارجي الفلسطيني، ورئيس العلاقات الدولیة في جهاز المخابرات العامة الفلسطينية. اغتيل في هجوم عسكري منظم على موكبه.

## نشأته
ولد اللواء جاد عبد الكريم إبراهيم عبد الفتاح تايه بتاريخ 12 سبتمبر 1950 لأسرة من مدينة طولكرم في الضفة الغربية.

## حياته العسكرية والسياسية
- التحق عام 1968 في صفوف حركة فتح والثورة الفلسطينية.
- عمل مساعداً لعاطف بسيسو.
- أصبح منذ السبعينات من قيادات جهاز الأمن الموحد في منظمة التحرير الفلسطينية مع القادة عاطف بسيسو وصلاح خلف.[2]
- شارك في كافة معارك الثورة الفلسطينية بما فيها حرب لبنان عام 1982.
- غادر بيروت مع قوات الثورة الفلسطينية عام 1982 إلى تونس.
- عمل مديراً لمكتب صلاح خلف في تونس.
- تسلم عام 1994 رئاسة الأمن الخارجي الفلسطيني، ورئاسة العلاقات الدولية في جهاز المخابرات العامة الفلسطينية عقب تأسيس الجهاز عام 1994، واستمر في ذلك حتى اغتياله عام 2006.

## حياته الشخضية
متزوج من السيدة سميرة التايه، ولديه ثلاثة أبناء، وهم: مازن، ووليد، ومروان.

## خبراته
حاصل على العديد من الدورات العسكرية والأمنية المتقدمة في عدد من الدول، منها: ألمانيا الشرقية، وتشيكوسلوفاكيا، وغيرها.

## اغتياله وردود الفعل
جرى اغتياله في مدينة غزة ظهر یوم الجمعة 15 سبتمبر 2006، حيث قامت ميليشيات عسكرية تطلق على نفسها اسم «جيش الإسلام» بالهجوم على مركبة اللواء تايه في جوار منزل رئیس الوزراء الفلسطيني آنذاك إسماعيل هنية، وقد أدى الهجوم إلى مقتل اللواء تايه إضافة إلى أربعة من مرافقيه.

### تفاصيل عملية الاغتيال
في حوالي الساعة الواحدة والنصف بالتوقيت المحلي الفلسطيني، خرج اللواء جاد بمركبته ومعه أربعة من مرافقيه ظهر یوم الجمعة 15 سبتمبر 2006 من مقر جهاز المخابرات في مدينة غزة والمعروف باسم «مقر السفينة»، وما أن وصلت مركبته إلى نقطة معينة خرجت سيارة من شارع جانبي واعترضتها واصطدمت بها، وعلى الفور قام المسلحين بإطلاق النار على مركبة اللواء جاد، ثم جاءت مركبة أخرى للمسلحين من الخلف وقامت بإطلاق النار بغزارة على اللواء جاد ومرافقيه.
فور سقوط اللواء جاد ومرافقيه على الأرض، تقدم المسلحين إلى المركبة حيث قاموا بتفتيشها، وفي ذات الوقت تقدم عدد آخر من المسلحين نحو الضحايا، وقاموا بالاستيلاء على أسلحتهم وهواتفهم النقالة، إضافة إلى حقيبة المستندات الخاصة باللواء جاد. كما قام أحد المسلحين بإطلاق النار من مسافة صفر على من لا يزال يتنفس من الضحايا. تقدر المدة الزمنية التي استغرقتها عملية الاغتيال بنحو ثمانية دقائق. وقد جرى الهجوم على بعد 30 متراً فقط من منزل رئيس الوزراء الفلسطيني إسماعيل هنية.

### ردود الفعل عقب الاغتيال
قوبلت الجريمة باستنكار رسمي وشعبي وفصائلي من كافة الأوساط الفلسطينية والعربية:
- أدان الرئيس الفلسطيني محمود عباس بشدة جريمة الاغتيال، وأصدر تعليماته المشددة إلى كافة الأجهزة الأمنية للتحرك الفوري من أجل كشف ملابسات الجريمة وإلقاء القبض على المتورطين فيها، وأمر بتشكيل لجنة تحقيق.[9]
- كما عبر الرئيس الفلسطيني محمود عباس عن غضبه الشديد من الحادثة، وطلب الرئيس عباس من إسماعيل هنية تسليم المشتبه فيهم للتحقيق معهم قبل حلول يوم السبت 23 سبتمبر 2006، وقرر الرئيس عباس تجميد المحادثات والاتصالات مع حركة حماس لحين تسليم قتلة اللواء جاد ومرافقيه.[10]
- أدان الناطق باسم حركة فتح في طولكرم جريمة اغتيال ابن مدينة طولكرم اللواء جاد تايه وأربعة من مرافقيه في غزة.[11]
- استنكر رئیس الوزراء الفلسطيني آنذاك اسماعيل هنية الجريمة، واعتبرها محاولة يائسة لخلط الأوراق، وعرقلة جهود تشكيل حكومة وحدة وطنية.[12]
- أدانت حركة فتح حادثة الاغتيال، وطالبت حركة فتح من حركة حماس تسليم المتهمين بالعملية إلى النيابة العامة بأسرع وقت.[13]
- نددت كافة القوى والفصائل الفلسطينية والفعاليات الشعبية جريمة الاغتيال، واعتبرتها جريمة نكراء تظهر تفاقم حالة الفلتان الأمني وتستهدف زرع الفتنة وتعكير الأجواء أمام تشكيل حكومة الوحدة الوطنية.[14]
- استنكر مركز الميزان لحقوق الإنسان حادثة الاغتيال، وطالب بضرورة إجراء تحقيقات جدية.[15]
- أدان المركز الفلسطيني لحقوق الإنسان بشدة جريمة القتل البشعة، وطالب المركز بتحقيقات جدية في هذه الجريمة مع ضرورة تقديم مقترفيها للعدالة.[5]

### التحقيقات
- في 15 سبتمبر 2006، شكل الرئيس الفلسطيني محمود عباس لجنة تحقيق عقب حادثة الاغتيال.
- في 16 سبتمبر 2006، أكد الناطق باسم الحكومة الفلسطينية بأنه لا إشارات واضحة حتى الآن تدل على من يقف وراء العملية.[16]
- في 16 سبتمبر 2006، طالبت لجنة التحقيق بالحصول على صور كاميرات المراقبة الموجودة في منزل رئيس الوزراء إسماعيل هنية ومحيطه، حيث لا يبعد منزل هنية عن موقع الحادث أكثر من 50 متراً.[16]
- في 17 سبتمبر 2006، دعا مركز الميزان لحقوق الإنسان إلى ضرورة إجراء تحقيقات جدية.[15]
- في 18 سبتمبر 2006، طالبت حركة فتح من حركة حماس ضرورة تسليم المتهمين بالعملية إلى النيابة العامة بأسرع وقت.[13]
- في 21 سبتمبر 2006، حمل توفيق الطيراوي نائب رئيس جهاز المخابرات العامة الفلسطينية وزير الداخلية في حكومة حماس سعيد صيام المسؤولية كاملة عن الجريمة، وذلك خلال مؤتمر صحفي عقده الطيراوي بمدينة رام الله للحديث عن ملابسات عملية الاغتيال.[17]
- في 5 أكتوبر 2006، نفت زوجة جاد تايه مشاركتها في اجتماع وزير الداخلية سعيد صيام بخصوص التحقيقات.[18]
- في 9 أكتوبر 2006، أعلن وزير الداخلية والأمن الوطني الفلسطيني سعيد صيام بأن قتلة اللواء جاد قد عممت أسماؤهم على المعابر، كما نفى صيام علاقة المتورطين بالجريمة مع تنظيم القاعدة.[19]
- في 8 أغسطس 2009، صوت مؤتمر حركة فتح على ضرورة تشكيل لجنة جديدة للتحقيق في حادثة اغتيال اللواء جاد.[20]

## جنازته
في موكب جنائزي كبير جاب شوارع العاصمة اللبنانية بيروت، تتقدمه فرق الكشافة والإعلام الفلسطينية واللبنانية، شيعت الجماهير الفلسطينية واللبنانية جثمان اللواء جاد وذلك في يوم الأحد 17 سبتمبر 2006، وقد شارك في التشييع عدد من القيادات اللبنانية والفلسطينية، منهم عباس زكي، وانتصار الوزير، واللواء سلطان أبو العينين، إضافة إلى الفصائل الفلسطينية، وأعضاء المجلس الوطني الفلسطيني، وقادة وكوادر كل من منظمة التحرير الفلسطينية وحركة فتح، وقد دفن جثمانه في مقبرة الغبيري وسط العاصمة بيروت، كما افتتحت عائلته في مدينة طولكرم بيت عزاء له بطولكرم.